# 25023 Sundaresh
25023 Sundaresh è un asteroide della fascia principale. Scoperto nel 1998, presenta un'orbita caratterizzata da un semiasse maggiore pari a 2,3252724 UA e da un'eccentricità di 0,1884565, inclinata di 3,89069° rispetto all'eclittica.